# Outrageous
Outrageous (Odporný) je čtvrtá a poslední píseň z alba In the Zone, jež nazpívala Američanka Britney Spears. Singl byl vydán během třetí čtvrtiny roku 2004.

## Informace o písni
Píseň Outrageous napsal a produkoval známý R&B zpěvák R. Kelly, kterého můžeme slyšet ve vokálech této písně. Text písně si přála Britney, aby byl napsaný na ní a znamenal, že všechno, co dělá je odporné.

## Videoklip
Režie se opět chopil Dave Meyers, ale jelikož si Britney během natáčení vážně poranila koleno při tanci, klip se nedotočil.
Scény klipu, ale byly zveřejněny na DVD Greatest Hits: My Prerogative, kde se objevila společně se Snoop Doggem.
Klip se natáčel ve Woodside v New Yorku a natočené scény obsahují Britney, která sleduje Snoopa při basketbalu, se kterým později i flirtuje. Poslední natočená scéna je právě tanec, při jehož natáčení došlo již ke zmiňovanému zranění.

## Hitparádové úspěchy
Písni Outrageous se moc nedařilo, odborníci se ale shodli, že píseň není špatná, ale zkrátka k ní chyběl videoklip, který by se fanouškům vryl do povědomí.

## Umístění ve světě
| Hitparáda               | Umístění |
| ----------------------- | -------- |
| USA – Billboard Hot 100 | 79       |
| Indonésie               | 11       |
| Filipíny                | 1        |
| Mexiko                  | 74       |
| Irsko                   | 1        |
| Japonsko                | 31       |